# Tata Aria

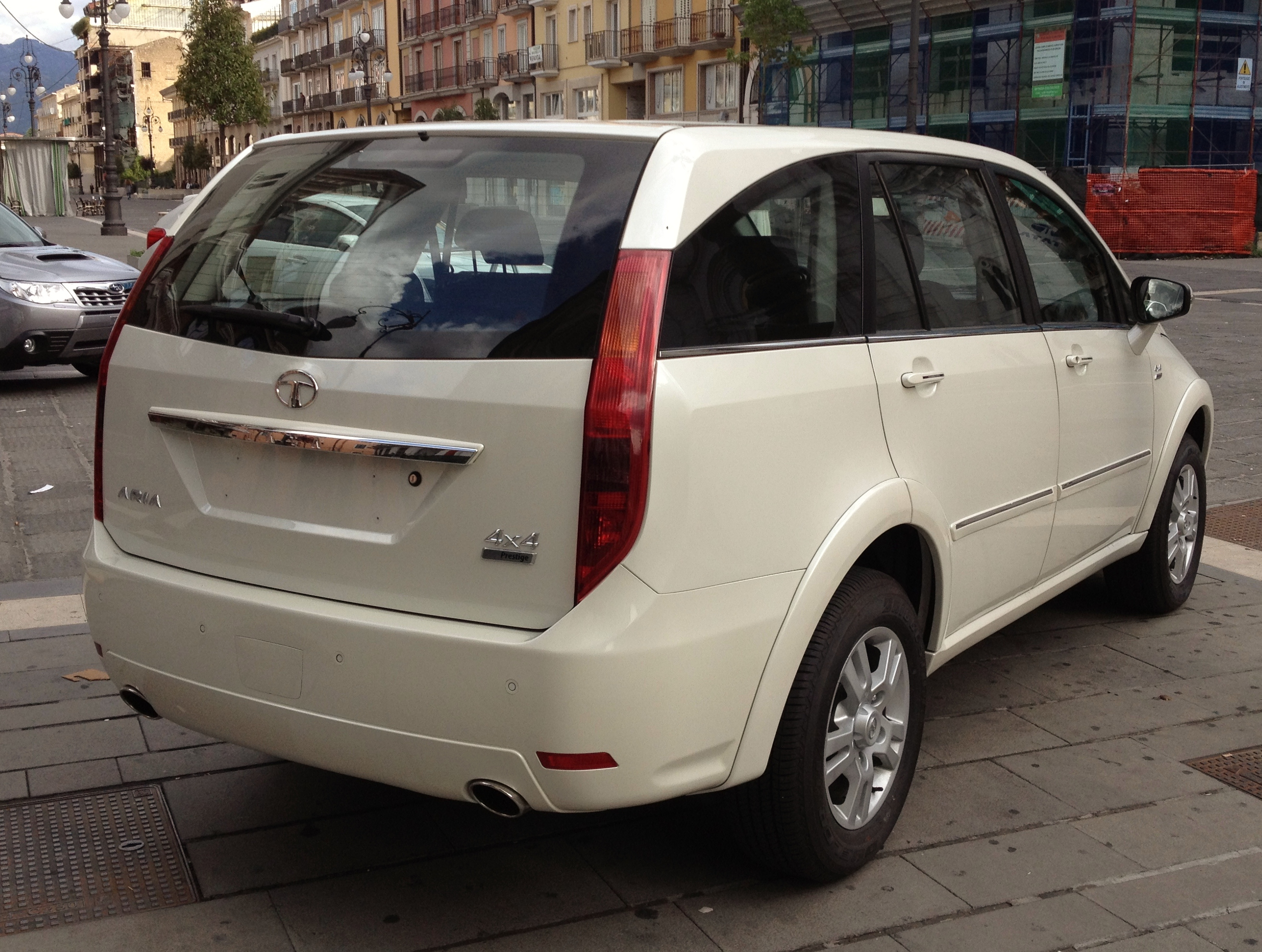
Heckansicht

Der Tata Aria ist ein Crossover aus Van und SUV des indischen Automobilherstellers Tata.

## Geschichte
Der Siebensitzer wurde am 5. Januar 2010 auf der Auto Expo in Neu-Delhi vorgestellt. Zu den Händlern kam er in Indien am 11. Oktober 2010. In Österreich wurde der Aria ab April 2012 verkauft. Das Fahrzeug basiert auf dem Konzeptfahrzeug Tata Xover, das auf dem Genfer Auto-Salon 2005 präsentiert wurde.
Den Antrieb übernimmt wie im Tata Xenon ein 110 kW (150 PS) starker 2,2-Liter-Dieselmotor.

## Technische Daten
|                                             | 2.2 DICOR              |
| Bauzeitraum                                 | 2010–2017              |
| Motorkenndaten                              |                        |
| Motortyp                                    | R4-Dieselmotor         |
| Hubraum                                     | 2179 cm³               |
| Verdichtungsverhältnis                      | 15,0 : 1               |
| max. Leistung bei min−1                     | 110 kW (150 PS) / 4000 |
| max. Drehmoment bei min−1                   | 320 Nm / 1500–3000     |
| Kraftübertragung                            |                        |
| Antrieb, serienmäßig                        | Vorderradantrieb       |
| Antrieb, optional                           | Allradantrieb          |
| Getriebe, serienmäßig                       | 5-Gang-Schaltgetriebe  |
| Messwerte                                   |                        |
| Höchstgeschwindigkeit                       | 180 km/h               |
| Beschleunigung, 0–100 km/h                  | 13,8 s                 |
| Kraftstoffverbrauch auf 100 km (kombiniert) | 7,2 l Diesel           |
| CO2-Emissionen (kombiniert)                 | 190 g/km               |
| Tankinhalt                                  | 58 l                   |